# Sân bay quốc tế Loreto
Sân bay quốc tế Loreto (IATA: LTO, ICAO: MMLT) là một sân bay ở Loreto, Baja California Sur, México. Đơn vị vận hành là Aeropuertos y Servicios Auxiliares, a federal government-owned corporation. 

## Các hãng hàng không và các tuyến điểm

### Air Taxi
- Aéreo Calafia (Cabo San Lucas, Ciudad Obregón, Guaymas, Los Mochis)
- Aéreo Servicio Guerrero (Guaymas, Hermosillo, Los Mochis)

### Các tuyến nội địa
- Aeroméxico
  - Aeroméxico Connect (Hermosillo, La Paz)

### Các tuyến quốc tế
- Alaska Airlines (Los Angeles)
  - Horizon Air (Los Angeles)
- Continental Airlines
  - Continental Express cung cấp bởi ExpressJet Airlines (Houston-Intercontinental)
- Delta Air Lines
  - Delta Connection cung cấp bởi ExpressJet Airlines (Los Angeles) [ngừng ngày 17 tháng 8 năm 2008]

## Tai nạn và sự cố
- Chuyến bay số 498 của Aeroméxico: Ngày 31 tháng 8 năm 1986 một chiếc DC-9 của Aeroméxico xuất phát từ Thành phố Mexico và dừng tại Loreto và các điểm đến Mexico khác đã đâm vào một chiếc máy bay tư nhân khi đang cố hạ cánh tại Sân bay quốc tế Los Angeles.